# Лахиш (военная база)
Военная база Лахиш (ивр. בא"פ לכיש‎ БАФ Лахиш, также ивр. בסיס אימונים פיקוד המרכז‎ Учебная база Центрального военного округа) — тренировочная военная база Армии обороны Израиля, которая служит главной тренировочной базой Центрального военного округа . База названа в честь района Лахиш, в котором расположена база.

## Описание
Основная цель тренировочной базы — обеспечить широкомасштабное обучение подразделений военного округа, а также поддерживать оперативную компетентность территориального командования.
Учения на этих базах проводятся в течение всего года, как регулярными войсками, так и силами резерва, и подразделяются на два основных вида обучения:
- Тренировки перед боевым применением и боевые действия, проводимые на командном участке
- Профессиональная подготовка для различных командных подразделений

Эти тренинги проводятся с помощью штаб-квартиры БАФа, роль которой заключается в обеспечении учебной и материально-технической поддержки, включая инструкторов, классы, оборудование и учебные площадки. Школа боевой деятельности и Школа следопытов находятся на территории базы Лахиш.